# Ннамани, Эмека
Чуквумека Пауль Ннамани (дат. Chukwuemeka Paul Nnamani; — 4 ноября 2001, Рёдовре, Дания) — датский футболист нигерийского происхождения, полузащитник клуба «Норшелланн».

## Карьера
Чуквумека - уроженец датской коммуны Рёдовре. Воспитанник клуба «Норшелланн». Пришёл в команду в 11 лет. В сезоне 2020/2021 был в первые включён в состав главной команды. 22 ноября 2020 года дебютировал в Датской Суперлиге поединком против «Ольборга», в котором он вышел на замену на 76-й минуте вместо Даниэля Свенссона. Всего в дебютном сезоне провёл 8 встреч.
Выступал за юношеские сборные Дании до 18 и до 19 лет.